# J/TPS-101

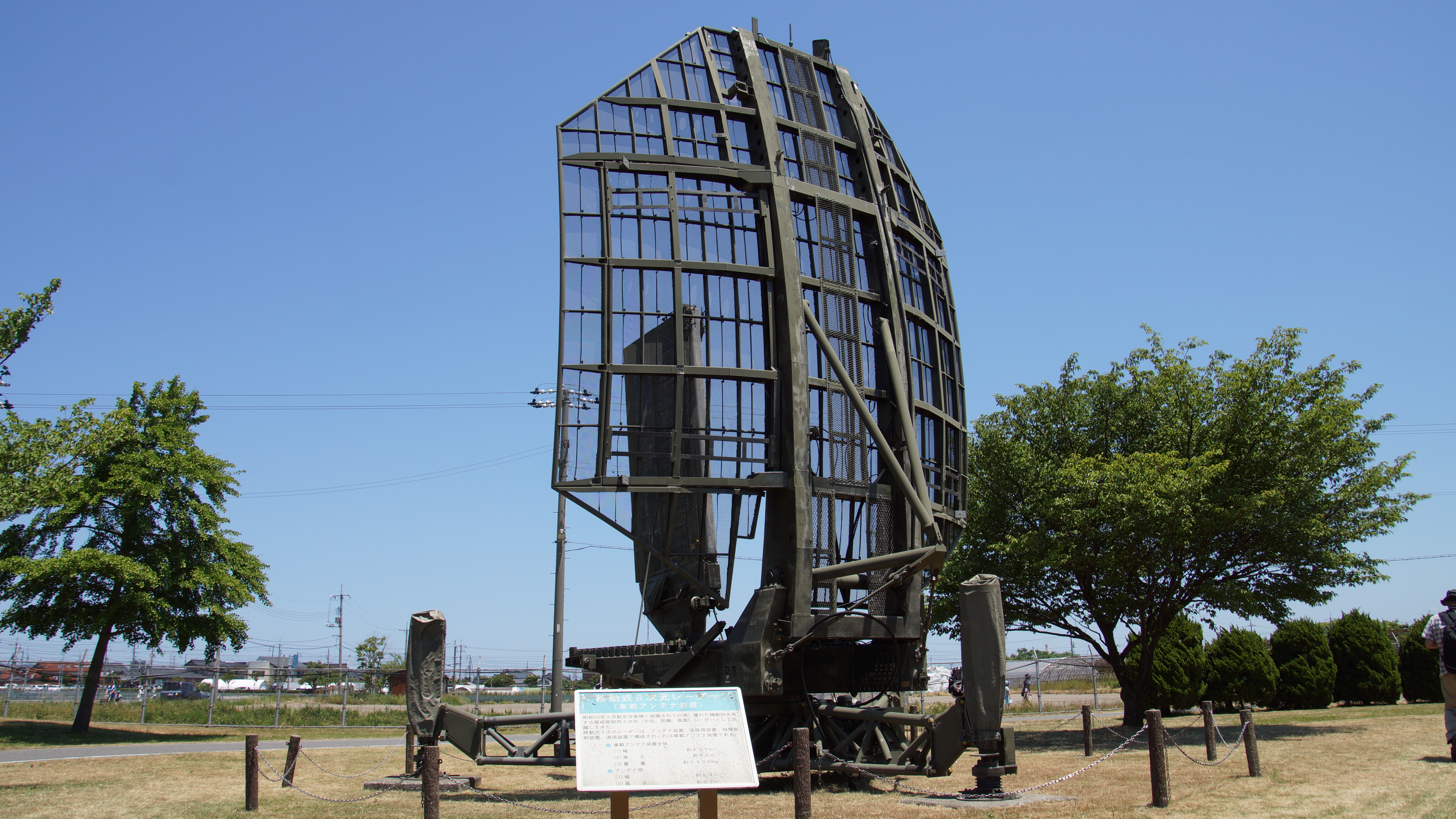
Антенное устройство NAS-79 радара J/TPS-101

J/TPS-101 — это радиолокационная установка Воздушных сил самообороны Японии. Представляет собой мобильный трёхмерный радар, используемый для дополнения стационарных радиолокационных станций и известный как M-3D Kai. Производителем является компания Mitsubishi Electric, первая установка была поставлена в 1981 году .

## Описание
С середины 1960-х годов Воздушные силы самообороны Японии начали разработку мобильной системы предупреждения и управления для повышения устойчивости к растущим авиационным угрозам и улучшения способности обнаружения низколетящих целей. В 1971 году была получена первая установка J/TPS-100, и в том же году сформирован временный 1-й мобильный отряд предупреждения. Уже в следующем году отряд был задействован для устранения перебоев при замене радара на базе Вадзима, где получил высокую оценку. К концу 1975 года была поставлена вторая установка того же типа.
Однако J/TPS-100, оснащённый расширенными устройствами управления и связи для выполнения функций резервного командного пункта ПВО (DC), оказался слишком громоздким по масштабам системы и численности персонала, что затруднило закупку последующих единиц. Кроме того, система, разработанная на основе технологий радаров начала 1960-х годов, устарела в условиях качественного изменения угроз, требуя улучшений в области электронной войны и подавления помех.
В ответ на эти вызовы был разработан J/TPS-101. Внедрение новейших технологий позволило повысить производительность, а ограничение функций исключительно задачами наблюдения и предупреждения сократило размеры системы и персонала, улучшив мобильность и развёртываемость. Антенная часть размещена на грузовике и представляет собой слегка вытянутую восьмиугольную параболическую антенну. Система включает антенное устройство, приёмопередатчик, коммуникационное оборудование и устройства управления.
Отряды, оснащённые J/TPS-101, начали формироваться с марта 1981 года, когда на базе Касуга был создан 3-й мобильный отряд предупреждения. В октябре 1982 года на базе Нака сформирован 4-й отряд. К марту 1989 года было создано 10 таких отрядов, которые вместе с двумя отрядами J/TPS-100 достигли цели — 12 мобильных отрядов предупреждения. Кроме того, по одной установке для учебных целей было поставлено на базу Иводзима и в 1-е отделение 5-й технической школыШаблон:Efn2. Для этих задач количество консолей управления и наблюдения было увеличено по сравнению с отрядами.